# Gnophos petrina
Gnophos petrina là một loài bướm đêm trong họ Geometridae.